# Свято-Успенский храмовый комплекс (Алексин)

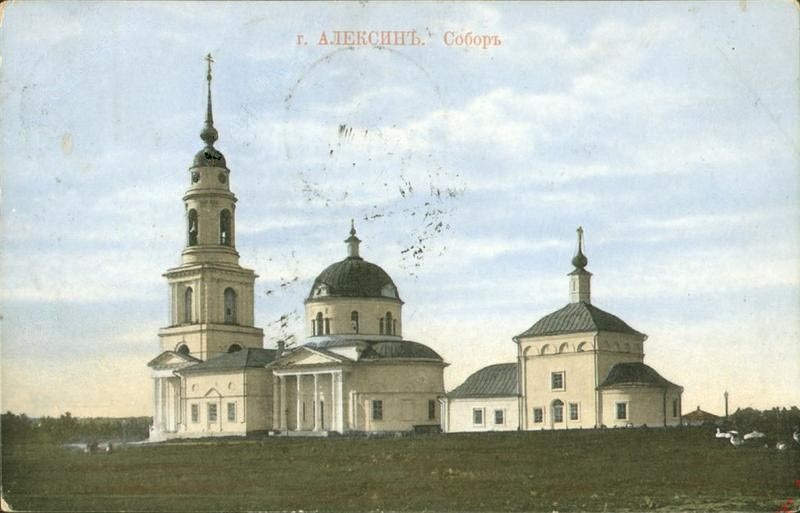
Соборные храмы с колокольней (до разрушения)

Свято-Успенский храмовый комплекс — единый архитектурный ансамбль православных Свято-Успенских соборных храмов в городе Алексине Тульской области. Состоит из действующих старого и нового Успенских соборов. Располагается в старой части города на Базарной площади. Относится к Алексинскому благочинию Белёвской епархии. Церковный приход — общий для двух храмов состоял из части города и Рыбной слободы (1915). Имелась церковно-прихо́дская школа (ЦПШ).

## Собор Успения Пресвятой Богородицы (старый)

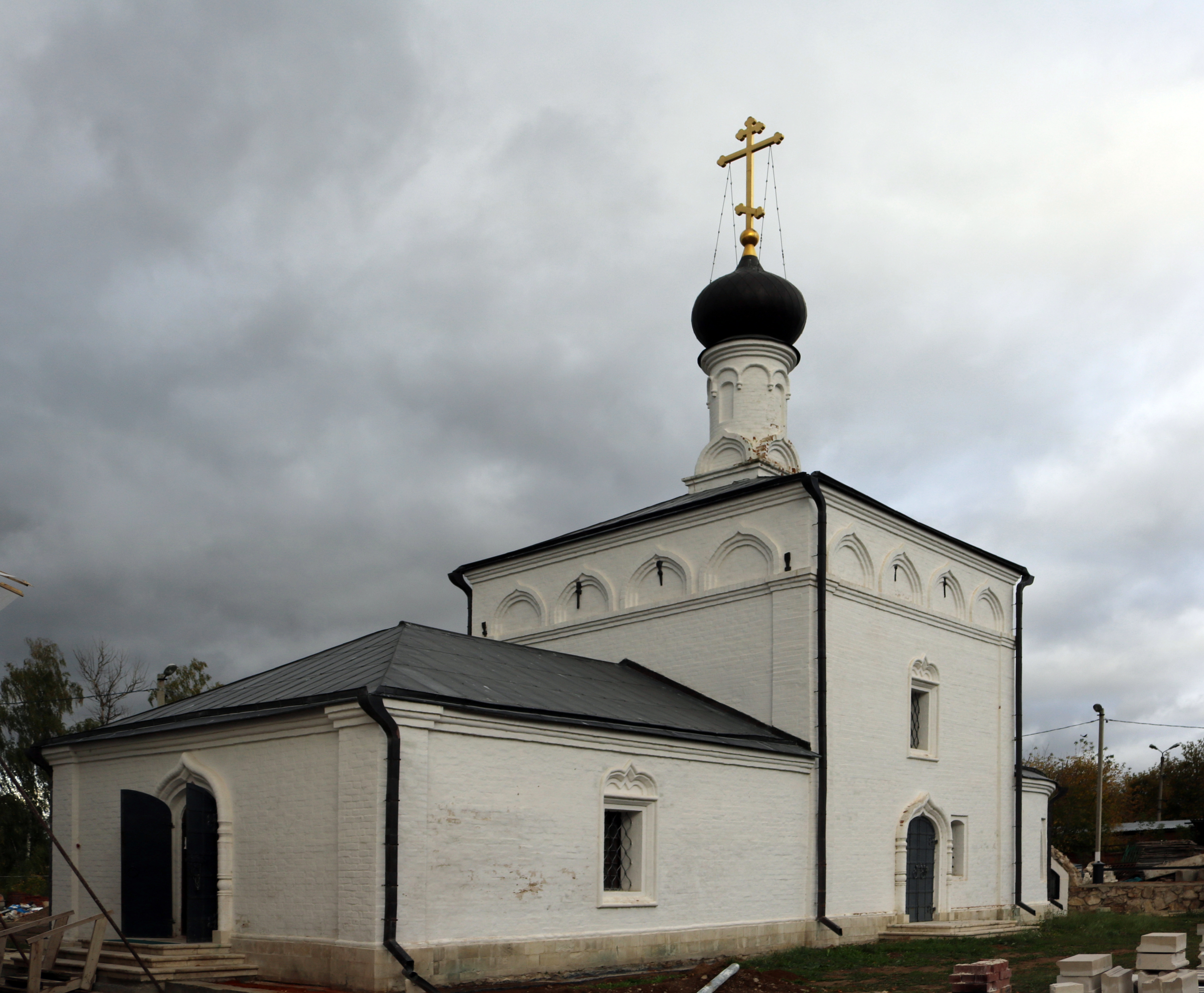
Старо-Успенский собор

Каменная соборная церковь была построена в 1688 году на средства боярина Ивана Тимофеевича Кондырева и вдовы Татьяны Алексеевны Бутиковой, и с благословения патриарха Московского Иоакима. Это первое каменное здание в городе Алексине. Со временем церковь очень сильно обветшала. В 1806 году была разобрана её каменная колокольня, материал с которой пошёл на строительство нового храма. Сама церковь в разное время поновлялась, а в 1839 году заменили старый иконостас на новый.
В 1918 году собор был закрыт. В здании собора первоначально размещался Алексинский музей произведений искусств (ныне художественно-краеведческий музей), затем использовался под различные хозяйственные помещения. В 2006—2011 году в храме проводились реставрационно-восстановительные работы под руководством архитектора Московского института «Спецпроектреставрация» Ольги Борисовны Васильевой. В 2013 году, в день Успения Пресвятой Богородицы (28 августа) храм был освящён после восстановления.

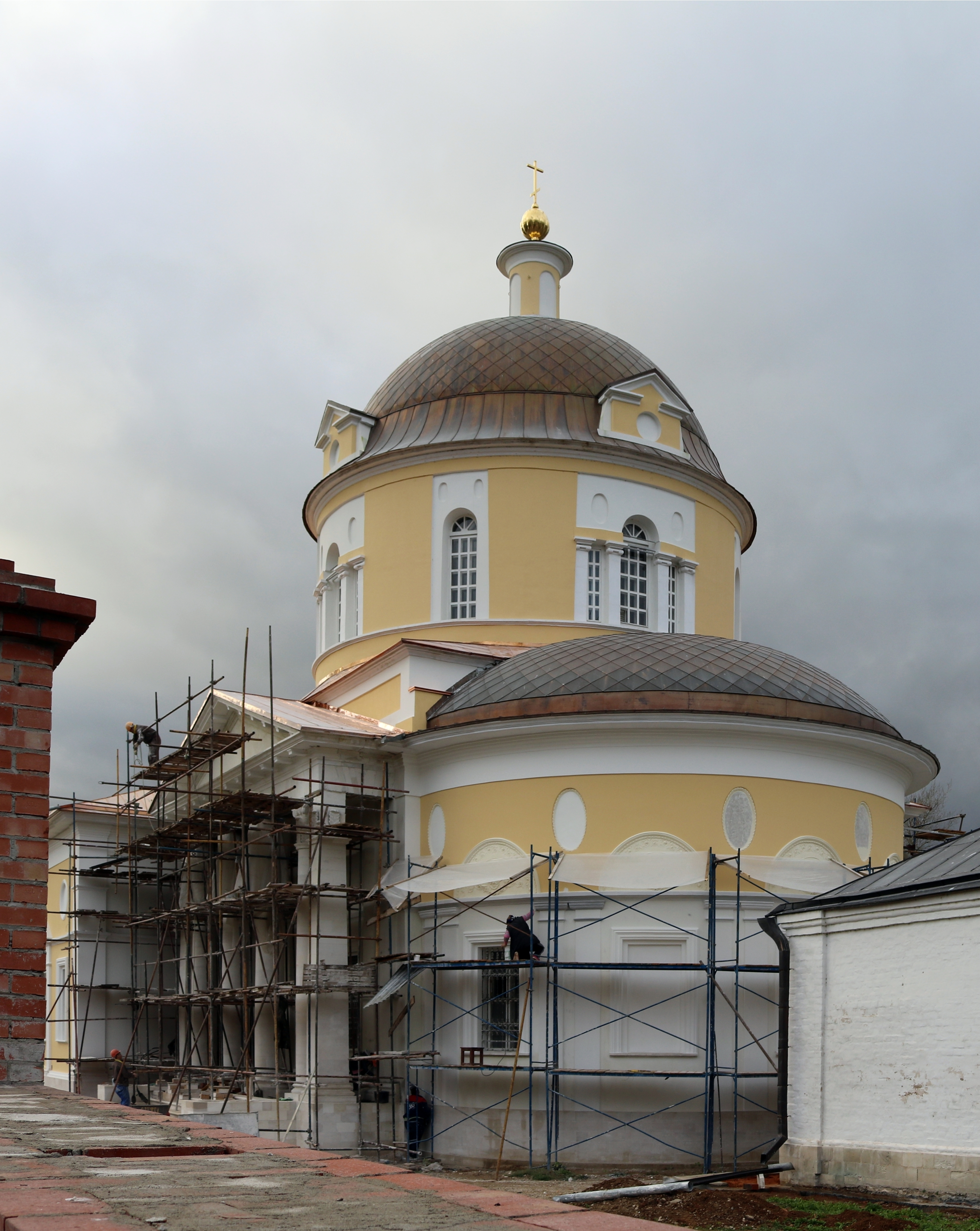
Ново-Успенский собор

## Собор Успения Пресвятой Богородицы (новый)
Новая каменная соборная церковь в то же именование была построена за 1806—1813 годы рядом со старой на средства купца Ивана Маслова. Освящена в 1815 году. В 1837 году в присутствии цесаревича Александра Николаевича — будущего императора Александра II, по случаю его приезда в город Алексин в соборе был отслужен торжественный молебен. Отдельно стоящую трёхъярусную колокольню выстроили на церковные деньги рядом с храмом в 1829 году. В 1857 колокольню и новый храм соединили трапезной, в которой в 1867 году были устроены два придела: правый во имя апостолов Петра и Павла, левый во имя святителя Алексия — митрополита Московского.
В 1920-е церковь была закрыта и частично подверглась разрушению. Колокольня разрушена. В 1945 была возвращена верующим. С 2015 года собор активно реставрируется